# 第27回グラミー賞
第27回グラミー賞（27th Annual Grammy Awards）は、1985年2月26日にロサンゼルスのシュライン・オーディトリアムで開催された。

## 概要
この年はティナ・ターナーが、主役で年間最優秀レコード賞など4部門を受賞した。

オープニング曲
- ヒューイ・ルイス・アンド・ザ・ニュース、ザ・ハート・オブ・ロックンロール

その他の曲
- ケニー・ロギンス、フットルース
- スティーヴィー・ワンダー、心の愛
- シンディ・ローパー、タイム・アフター・タイム
- チャカ・カーン、アイ・フィール・フォー・ユー
- シンセサイザーメドレー
  - スティーヴィー・ワンダー、ハービー・ハンコック、トーマス・ドルビー、ハワード・ジョーンズ
- ティナ・ターナー、愛の魔力
- プリンス&ザ・レボリューション、ベイビー・アイム・ア・スター

## 主要部門受賞者

### 主要4部門
年間最優秀レコード賞
プレゼンター：ダイアナ・ロス
- ティナ・ターナー "愛の魔力（What's Love Got to Do with It）"
- ブルース・スプリングスティーン "ダンシン・イン・ザ・ダーク（Dancing in the Dark）"
- シンディ・ローパー "ハイスクールはダンステリア（Girls Just Want to Have Fun）"（『シーズ・ソー・アンユージュアル（She's So Unusual）』所収）
- シカゴ "忘れ得ぬ君に（Hard Habit To Break）"（『Chicago 17』所収）
- ヒューイ・ルイス・アンド・ザ・ニュース "ザ・ハートオブロックンロール（The heart of rock & roll）"（『スポーツ（Sports）』所収）

年間最優秀アルバム賞
プレゼンター：ディオンヌ・ワーウィックとジョニ・ミッチェル
- ライオネル・リッチー『オール・ナイト・ロング（Can't Slow Down）』
- ブルース・スプリングスティーン『ボーン・イン・ザ・U.S.A.（Born in the U.S.A.）』
- ティナ・ターナー『プライヴェート・ダンサー（Private Dancer）』
- プリンス＆ザ・レボリューション『パープル・レイン（Purple Rain）』
- シンディ・ローパー『シーズ・ソー・アンユージュアル（She's So Unusual）』

年間最優秀楽曲賞
プレゼンター：ランディ・ニューマンとキム・カーンズ
- ティナ・ターナー、"愛の魔力" 作詞 グラハム・ライル　作曲 テリー・ブリテン
- フィル・コリンズ
- ライオネル・リッチー
- スティーヴィー・ワンダー
- シンディ・ローパー

最優秀新人賞
プレゼンター：レイ・デイヴィスとローリー・アンダーソン
- シンディ・ローパー
- シーラ・E
- フランキー・ゴーズ・トゥ・ハリウッド
- コリー・ハート
- ザ・ジャッズ

### ポップ
最優秀女性ポップ・ボーカル・パフォーマンス（女性）
プレゼンター：アンディ・サマーズ、ジュリアン・レノン
- "愛の魔力（What's Love Got to Do with It）" - ティナ・ターナー（『プライヴェート・ダンサー（Private Dancer）』所収）
- "ハイスクールはダンステリア（Girls Just Want to Have Fun）" - シンディ・ローパー （『シーズ・ソー・アンユージュアル（She's So Unusual）』所収）
- 『グラマラス・ライフ（The Glamorous Life）』 - シーラ・E
- "Let's Hear It for the Boy" - デニース・ウィリアムス
- "Strut" - シーナ・イーストン （『A Private Heaven』所収）

最優秀ポップ・ボーカル・パフォーマンス（男性）
- "見つめて欲しい（Against All Odds (Take A Look At Me Now)）" - フィル・コリンズ（『カリブの熱い夜：オリジナル・サウンドトラック（Against All Odds (soundtrack)）』所収）

最優秀ポップ・パフォーマンス（デュオもしくはグループ、ボーカルあり）
- "Jump" - ポインター・シスターズ

最優秀ポップ・インストゥルメンタル・パフォーマンス
- "Ghostbusters (Instrumental)" - レイ・パーカー・ジュニア

### ロック
最優秀ロック・ボーカル・パフォーマンス（女性）
- ティナ・ターナー "ベター・ビー・グッド・トゥ・ミー（Better Be Good to Me）"（『プライヴェート・ダンサー（Private Dancer）』所収）

最優秀ロック・ボーカル・パフォーマンス（男性）
- ブルース・スプリングスティーン "Dancing in the Dark"（『ボーン・イン・ザ・U.S.A.（Born in the U.S.A.）』所収）

最優秀ロック・パフォーマンス（デュオもしくはグループ）
- プリンス＆ザ・レヴォリューション "Purple Rain"（『パープル・レイン（Purple Rain）』所収）

最優秀ロック・インストゥルメンタル・パフォーマンス
- イエス "Cinema"（『ロンリー・ハート（90125）』所収）

### R&B
最優秀R&Bボーカル・パフォーマンス（女性）
プレゼンター：ジャーメイン・ジャクソンとフィリップ・ベイリー
- "フィール・フォー・ユー（I Feel for You）" - チャカ・カーン （『フィール・フォー・ユー（I Feel for You）』所収）

最優秀R&Bボーカル・パフォーマンス（男性）
- ビリー・オーシャン "Caribbean Queen"（『Suddenly』所収）

最優秀R&Bパフォーマンス（デュオもしくはグループ）
- "Yah Mo B There" - ジェームス・イングラム＆マイケル・マクドナルド（『It's Your Night』所収）

最優秀R&Bインストゥルメンタル・パフォーマンス
- 『サウンド・システム（Sound System）』 - ハービー・ハンコック

最優秀R&Bソング
- チャカ・カーン "フィール・フォー・ユー（I Feel for You）" - プリンス（ソングライター）

### ジャズ
最優秀ジャズ・インストゥルメンタル・パフォーマンス（ソロ）
- "Hot House Flowers" - ウィントン・マルサリス（『スターダスト（Hot House Flowers）』所収）

最優秀ジャズ・インストゥルメンタル・パフォーマンス（グループ）
- アート・ブレイキー『ニューヨーク・シーン（New York Scene）』 - アート・ブレイキー＆ザ・ジャズ・メッセンジャーズ

最優秀ジャズ・インストゥルメンタル・パフォーマンス（ビッグバンド）
- カウント・ベイシー『88 Basie Street』 - カウント・ベイシー＆ his orchestra

最優秀ジャズ・フュージョン・パフォーマンス
- 『ファースト・サークル（First Circle）』 - パット・メセニー・グループ

最優秀ジャズ・ボーカル・パフォーマンス
- 『Nothin' but the Blues』 - ジョー・ウィリアムズ（英語版）

### ゴスペル
最優秀ゴスペル・パフォーマンス（女性）
- "Angels" - エイミー・グラント

最優秀ゴスペル・パフォーマンス（男性）
- 『Michael W. Smith』 - マイケル・W・スミス

最優秀ゴスペル・パフォーマンス（デュオもしくはグループ）
- "Keep The Flame Burning" - Debby Boone＆Phil Driscoll

### レゲエ
最優秀レゲエ録音（新設）
- 『アンセム（Anthem）』 - ブラック・ウフル

### ブルース
最優秀トラディショナル・ブルース録音
- 『Blues Explosion』 - シュガー・ブルー（英語版）、ジョン・P・ハモンド、J・B・ハット（英語版）、ルーサー・ジョンソン（英語版）、ココ・テイラー、スティーヴィー・レイ・ヴォーン

### チルドレンズ
最優秀録音（子供向け）
- シェル・シルヴァスタイン『歩道の終るところ（Where the Sidewalk Ends）』 - Ron Haffkine（プロデューサー）

### スポークン
最優秀スポークン・ワードもしくは非ミュージカル録音
- 『The Words of Gandhi』 - ベン・キングズレー

### コメディ
最優秀コメディ録音
- "Eat It" - アル・ヤンコビック（『"Weird Al" Yankovic in 3-D』所収）

### 作曲・編曲
最優秀インストゥルメンタル作曲
- "The Natural" - ランディ・ニューマン（作曲者）
- "オリンピックのファンファーレおよびテーマ"（1984年ロサンゼルスオリンピック） - ジョン・ウィリアムズ（作曲者）

最優秀作曲（映画もしくはテレビ向け）
プレゼンター：ヘンリー・マンシーニ、アンドリューL・ウェバー
- 『プリンス/パープル・レイン』 - Wendy Melvoin（作曲者）

最優秀インストゥルメンタル編曲
- クインシー・ジョーンズ "Grace (Gymnastics Theme)" - クインシー・ジョーンズ、Jeremy Lobbock（編曲者）

### パッケージングおよびノーツ
最優秀アルバム・パッケージ
- シンディ・ローパー『N.Y.ダンステリア（She's So Unusual）』 - Janet Perr（アート・ディレクター）

最優秀アルバム・ノーツ
- 『Big Band Jazz: From The Beginnings To The Fifties』 - ガンサー・シュラー、Martin Williams（アルバム・ノーツ・ライター）

### ヒストリカル
最優秀ヒストリカル・アルバム
- 『Big Band Jazz: From The Beginnings To The Fifties』 - J.R. Taylor（プロデューサー）

### 制作・エンジニアリング
最優秀エンジニアド録音（非クラシカル）
- シカゴ『シカゴ17（Chicago 17）』 - Humberto Gatica（エンジニア）

最優秀エンジニアド録音（クラシカル）
- レナード・スラットキン（指揮者）、セントルイス交響楽団『プロコフィエフ：交響曲第5番 変ロ長調 作品100（Symphony No. 5 in B Flat, Op. 100）』 - Paul Goodman（エンジニア）

プロデューサー・オブ・ザ・イヤー（非クラシカル）
- James Anthony Carmichael＆ライオネル・リッチー
- デイヴィッド・フォスター

クラシカル・プロデューサー・オブ・ザ・イヤー
- Steven Epstein

### ミュージック・ビデオ
最優秀ビデオ（短編）
- デヴィッド・ボウイ "Jazzin' for Blue Jean" - ジュリアン・テンプル（ディレクター）

最優秀ビデオ・アルバム
- マイケル・ジャクソン『スリラー（Making Michael Jackson's Thriller）』 - Jerry Kramer（ディレクター）

### 特別賞
特別功労賞
受賞者：レナード・バーンスタイン